# Timo Furuholm
Timo „Furkka“ Furuholm (* 11. Oktober 1987 in Pori) ist ein ehemaliger finnischer Fußballspieler. Der Stürmer verbrachte den Großteil seiner Karriere bei Inter Turku und war finnischer Nationalspieler. Zwischen 2012 und 2016 spielte er in Deutschland für Fortuna Düsseldorf und den Halleschen FC.

## Spielerkarriere

### Im Verein
Der 1,85 Meter große Angreifer begann mit dem Fußballspielen bei Toejoen Veikot, einem Verein aus der Region Pori. Am 15. Mai 2003 war er mit 15 Jahren, sieben Monaten und fünf Tagen der jüngste Spieler, der jemals in einem finnischen Erstligamatch eingesetzt wurde; für seinen Verein FC Jazz Pori absolvierte er im Spieljahr 2003 gleich vier Ligaspiele. Im Jahr 2004 heuerte er bei VG-62 Naantali an, wurde aber umgehend an den Drittligisten Musan Salama, der ebenfalls in Pori beheimatet ist, verliehen, wo er in 21 Meisterschaftseinsätzen 17 Tore beisteuerte. In der gleichen Saison bestritt er zudem zwei Qualifikationsspiele (keine offiziellen Ligaeinsätze, sondern nur Play-off-Partien) für VG-62.
Im darauffolgenden Jahr kam Furuholm zu weiteren vier Ligapartien und zwei Toren für sein Team, ehe er noch in der laufenden Spielzeit zu Inter Turku in die Veikkausliiga, die höchste finnische Spielklasse, wechselte. 2008 gewann er mit Inter Turku den finnischen Meistertitel und Ligapokal, 2009 den Pokalwettbewerb. Anfangs kam er dabei nur zu wenigen Einsätzen in der Meisterschaft und wurde unter anderem in den Jahren 2006 und 2007 jeweils zu seinem Ex-Klub VG-62 verliehen. Sein eigentlicher Durchbruch begann erst mit dem Jahr 2009, als er in 23 Ligaspielen elf Mal traf. Nach nur vier Einsätzen 2010 konnte er im Spieljahr noch etwas draufsetzen und kam in 33 Meisterschaftsspielen zu 22 Ligatreffern.
Zur Rückrunde der Saison 2011/12 wechselte er zum deutschen Zweitligisten Fortuna Düsseldorf. Bis zum Saisonende kam er neunmal zum Einsatz und erreichte mit der Mannschaft den Aufstieg in die Bundesliga. In der anschließenden Saison 2012/13 fand er dort jedoch keine Berücksichtigung mehr und kam während der Vorrunde nur noch in der zweiten Mannschaft in der Regionalliga West zum Einsatz.
Im Januar 2013 wurde Furuholm daraufhin für den Rest der Saison an den Halleschen FC in der 3. Liga verliehen. Dort wurde der Finne mit acht Treffern aus 16 Spielen bester Torschütze seines Teams. Diese Leistung wurde von den HFC-Fans auch zum Anlass genommen, eine Online-Petition zu starten, um Furuholm, der nach Ende der Leihzeit zunächst wieder nach Düsseldorf zurückkehrte, zurück zum Halleschen FC zu holen. Am 16. August 2013 wechselte er schließlich fest zum Halleschen FC. Dort konnte er sich als Leistungsträger durchsetzen und wurde in den beiden Spielzeiten 2013/14 und 2014/15 jeweils erneut der beste Torschütze seiner Mannschaft. 2015 und 2016 gewann er mit dem Verein zudem zweimal den Sachsen-Anhalt-Pokal. Verletzungsbedingt kam er ab dem Herbst 2015 jedoch nur noch vereinzelt zum Einsatz und konnte sich nicht mehr durchsetzen.
Nach knapp vier Jahren in Halle kehrte Furuholm daraufhin im Januar 2017 nach Finnland zu seinem ehemaligen Verein Inter Turku zurück. Dort wurde er Mannschaftskapitän und gewann mit dem Verein 2018 erneut den nationalen Pokal durch einen 1:0-Sieg im Finale gegen HJK Helsinki. Nach insgesamt fünf Spielzeiten als Stammspieler beendete Furuholm nach Ablauf der Saison 2021 seine Spielerkarriere.

### Nationalmannschaft
Im Januar 2010 kam Furuholm bei einem Freundschaftsspiel der finnischen A-Nationalmannschaft gegen Südkorea im spanischen Málaga zu seinem ersten Länderspieleinsatz, als er in der 74. Minute für Hermanni Vuorinen eingewechselt wurde. Bis 2014 absolvierte er insgesamt zehn Partien und erzielte dabei zwei Treffer.

### Erfolge
- Finnischer Meister: 2008
- Finnischer Pokalsieger: 2009, 2018
- Finnischer Ligapokalsieger: 2008
- Torschützenkönig Veikkausliiga: 2011 (22 Tore)
- Sachsen-Anhalt-Pokalsieger: 2015, 2016

## Politik
Furuholm nutzte bereits während seiner aktiven Karriere seine Plattform als Spieler unter anderem, um sich für Menschenrechte einzusetzen, und unterstützte öffentlich die Linksbündnis-Politikerin Li Andersson. Bei den Kommunalwahlen 2021 trat er für das Linksbündnis an und wurde in den Stadtrat von Turku gewählt, wo er dem Bildungsausschuss angehört. Im Oktober 2022 kündigte er an, für das Linksbündnis bei der anstehenden Parlamentswahl im April 2023 für das finnische Parlament kandidieren zu wollen. Furuholm wurde in das finnische Parlament gewählt und gehört mit dem Linksbündnis zur Opposition.

## Privat
Furuholm ist der Sohn des ehemaligen Fußballspielers sowie Stadtrats von Pori, Tapio Furuholm. Parallel zu seiner Tätigkeit als Fußballspieler besuchte Furuholm eine Abendschule in Turku, an der er 2020 die allgemeine Hochschulreife erlangte. Anschließend begann er 2020 an der Universität Turku ein Studium der Sozialwissenschaften.